# 1861 w muzyce
Wydarzenia muzyczne w 1861 roku.

## Wydarzenia
- 1 stycznia – w Warszawie odbyła się premiera opery Verbum nobile Stanisława Moniuszki[1][2]
- 5 stycznia – w Théâtre des Bouffes-Parisiens miała miejsce premiera opery La chanson de Fortunio Jacques’a Offenbacha[1][2]
- 15 stycznia – w wiedeńskiej Dianabadsaal miała miejsce premiera walca „Dividenden” op.252 Johanna Straussa (syna)[1][2]
- 22 stycznia – w wiedeńskiej Sophiensaal miała miejsce premiera walca „Thermen” op.245 Johanna Straussa (syna)[1][2]
- 28 stycznia – w wiedeńskiej Sophiensaal miała miejsce premiera walca „Wahlstimmen” op.250 Johanna Straussa (syna)[1][2]
- 29 stycznia – w wiedeńskiej Dianabadsaal miała miejsce premiera „Camelien-Polka” op.248 Johanna Straussa (syna)[1][2]
- 2 lutego – w paryskiej Salle Favart miała miejsce premiera opery La circassienne Daniela Aubera[1][2]
- 4 lutego – w wiedeńskiej Sophiensaal miała miejsce premiera walca „Klangfiguren” op.251 Johanna Straussa (syna)[1][2]
- 6 lutego
  - w wiedeńskiej Dianabadsaal miała miejsce premiera „Rokonhangok” op.246 Johanna Straussa (syna)[1][2]
  - w wiedeńskim Sperl Ballroom miała miejsce premiera „Hesperus-Polka” op.249 Johanna Straussa (syna)[1][2]
- 7 lutego – w wiedeńskiej Dianabadsaal miała miejsce premiera walca „Grillenbanner” op.247 Johanna Straussa (syna)[1][2]
- 11 lutego – w Linzu odbyła się premiera „Am Grabe” WAB 2 Antona Brucknera[1][2]
- 23 lutego – w wiedeńskim Kärtnertor Theater miała miejsce premiera opery Die Kinder der Heide Anton Rubinstein[1][2][3]
- 1 marca – w wiedeńskiej Musikvereinsaal miała miejsce premiera „Die Verschworenen” D.787 Franza Schuberta[1][2][4]
- 17 marca – w wiedeńskiej Dianabadsaal miała miejsce premiera „Neue Melodien-Quadrille” op.254 Johanna Straussa (syna)[1][2]
- 23 marca – w Théâtre des Bouffes-Parisiens miała miejsce premiera opery Le pont des soupirs Jacques’a Offenbacha[1][2]
- 4 kwietnia – w wiedeńskim Schwenders Kolosseum miała miejsce premiera „Perpetuum mobile” op.257 Johanna Straussa (syna)[1][2]
- 26 maja – w Pawłowsku odbyła się premiera „St. Petersburg Quadrille” op.255 oraz „Veilchen” op.256 Johanna Straussa (syna)[1][2]
- 31 maja – w Paryżu odbyła się kameralna premiera opery M. Choufleuri restera chez lui le... Jacques’a Offenbacha[1][2]
- 25 czerwca – w Weimarze odbyła się premiera „Psalmu 18” Ferenca Liszta[1][2]
- 27 sierpnia – w Pawłowsku odbyła się premiera „Secunden-Polka” op.258 Johanna Straussa (syna)[1][2]

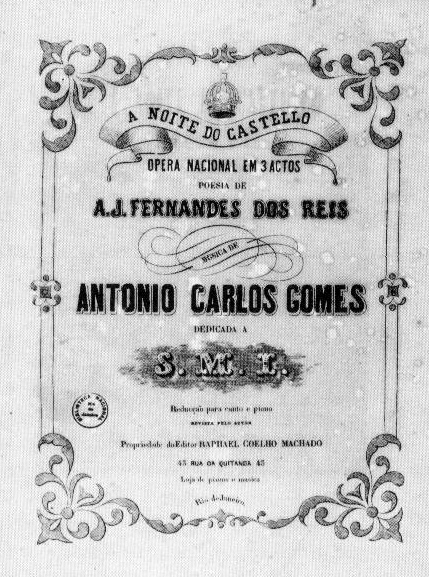
Strona tytułowa partytury opery A noite do castelo Antônio Carlosa Gomesa

- 4 września – w Rio de Janeiro w Theatro Lyrico Fluminense miała miejsce premiera opery A noite do castelo Antônio Carlosa Gomesa[1][2]
- 14 września – w Pawłowsku odbyła się premiera „Furioso-Polka” op.260 Johanna Straussa (syna)[1][2]
- 8 października – w Pawłowsku odbyła się premiera „Chansonette-Quadrille” op.259 Johanna Straussa (syna)[1][2]
- 17 października – w Théâtre des Bouffes-Parisiens miała miejsce premiera opery Apothicaire et perruquier Jacques’a Offenbacha[1][2]
- 16 listopada – w hamburskiej Kleiner Wörmerscher Saal miała miejsce premiera „Piano Quartet No.1” op.25 Johannesa Brahmsa[1][2][5]
- 10 grudnia – w Théâtre des Bouffes-Parisiens miała miejsce premiera opery Le roman comique Jacques’a Offenbacha[1][2]
- 13 grudnia – w Klasztorze Sankt Florian miała miejsce premiera „Afferentur regi” Antona Brucknera[1][2]
- 14 grudnia – w Klasztorze Sankt Florian miała miejsce premiera „Psalmu 146” Antona Brucknera[1][2]
- 16 grudnia – w Linzu odbyła się premiera „Du bist wie eine blume” WAB 64 Antona Brucknera[1][2]

## Urodzili się
- 1 stycznia – Mieczysław Jaroński, polski wirtuoz skrzypiec i pedagog (zm. 1922)
- 2 stycznia – Zofia Brajnin, polska i niemiecka śpiewaczka operowa (sopran dramatyczny) (zm. 1937)
- 23 stycznia – Herman Kirchner, niemiecki kompozytor, dyrygent, nauczyciel i propagator muzyki (zm. 1929)
- 30 stycznia – Charles Martin Loeffler, amerykański kompozytor i skrzypek pochodzenia niemieckiego (zm. 1935)
- 1 lutego – Henryk Bobiński, polski pianista i kompozytor (zm. 1914)
- 16 lutego – Ángel Villoldo, argentyński kompozytor (zm. 1919)
- 21 lutego – Pierre de Bréville, francuski kompozytor (zm. 1949)
- 20 marca – Sigrid Arnoldson, szwedzka śpiewaczka operowa (sopran) (zm. 1943)
- 25 kwietnia
  - Marco Enrico Bossi, włoski organista, kompozytor i pedagog (zm. 1925)
  - Rudolf Dittrich, austriacki pianista, skrzypek, organista i kompozytor (zm. 1919)
- 27 kwietnia – Gieorgij Catoire, rosyjski kompozytor i teoretyk muzyczny pochodzenia francuskiego (zm. 1926)
- 12 maja – Ivan Caryll, belgijski kompozytor operetek (zm. 1921)
- 18 maja – Franciszek Neuhauser, polski pianista i kompozytor (zm. 1936)
- 19 maja – Nellie Melba, australijska śpiewaczka (sopran liryczno-koloraturowy) (zm. 1931)
- 2 czerwca – Alfred Wróblewski, polski duchowny rzymskokatolicki, protonotariusz apostolski (infułat), pisarz i poeta, kompozytor pieśni (zm. 1943)
- 15 czerwca – Ernestine Schumann-Heink, austriacka śpiewaczka operowa (kontralt dramatyczny) (zm. 1936)
- 12 lipca – Anton Arienski, rosyjski kompozytor, pianista i dyrygent (zm. 1906)
- 18 sierpnia – Selma Krongold, polska śpiewaczka operowa (sopran) pochodzenia żydowskiego (zm. 1920)
- 31 sierpnia – Félia Litvinne, rosyjska śpiewaczka operowa (sopran) (zm. 1936)
- 17 listopada – Spiridon Samaras, grecki kompozytor (zm. 1917)
- 30 listopada – Ludwig Thuille, austriacki kompozytor i pedagog (zm. 1907)
- 17 grudnia – Fritz Volbach, niemiecki kompozytor, dyrygent i muzykolog (zm. 1940)
- 18 grudnia – Lionel Monckton, brytyjski pisarz i kompozytor (zm. 1924)

Data dzienna nieznana
- Teresa Arklowa, polska śpiewaczka operowa (sopran) (zm. 1929)

## Zmarli
- 11 lutego – Antoni Orłowski, polski skrzypek i kompozytor (ur. 1811)
- 27 lutego – Leon Janiszewski, polski poeta i muzyk (ur. 1810)
- 14 marca – Louis Niedermeyer, szwajcarski kompozytor i pedagog (ur. 1802)
- 17 kwietnia – Alois Taux, niemiecko-austriacki muzyk, dyrygent i kompozytor oraz pierwszy dyrektor Mozarteum w Salzburgu (ur. 1817)
- 3 maja – Anthony Philip Heinrich, amerykański kompozytor (ur. 1781)
- 1 czerwca – Giuseppe Concone, włoski kompozytor, organista i pedagog (ur. 1801)
- 9 sierpnia – Vincent Novello, brytyjski organista, dyrygent, kompozytor i wydawca muzyczny pochodzenia włoskiego (ur. 1781)
- 29 września – Tekla Bądarzewska-Baranowska, polska pianistka, kompozytorka salonowych utworów na fortepian (ur. 1823)
- 16 grudnia
  - Karol Lipiński, polski skrzypek, kompozytor i pedagog (ur. 1790)
  - Heinrich Marschner, niemiecki kompozytor romantyczny, twórca oper (ur. 1795)
- 18 grudnia – Ernst Anschütz, niemiecki nauczyciel, organista i kompozytor, poeta (ur. 1780)